# Talesperson
En   talesman eller talesperson är utsedd att företräda till exempel en grupp, ett företag eller en organisation. Vederbörande är, generellt eller i enskilda frågor, uppdragsgivarens ansikte utåt, bland annat i kontakter med massmedier.
Rollen som talesperson inom ett företag, en organisation eller en myndighet kan variera. I vissa sammanhang är ledande inom organisationen, såsom en verkställande direktör eller styrelseordförande, den naturliga talespersonen för verksamheten. Om verksamheten har egna informatörer eller medarbetare som är speciellt ansvariga för mediakontakter kan uppdraget läggas på befattningar som informationsdirektör, informationschef eller presschef. Även pressekreterare kan fylla den funktionen inom verksamheter som de företräder.
Rollen som talesperson kan även vara avgränsad till ett visst ämnesområde - bland annat Greenpeace använder den metoden.  Ett politiskt parti i opposition har vanligen skilda dition i olika ämnen, motsvarande ministerposter i en regering. Ibland kallas detta en skuggregering.
Oavsett om rollen som talesperson är centraliserad till verksamhetens ledning, eller decentraliserad till experter, informationsansvariga eller ansvariga på andra nivåer, kan ett medvetet och planerat arbete med en ttalespersonsfunktion vara ett sätt för verksamheten att samordna budskapen, samtidigt som övriga anställda inte behöver vara delaktiga i kommunikationen. Det kan också vara ett sätt att minska läckage av företagsinterna frågor. 
I krissituationer är det ofta bättre att låta en informatör eller expert fungera som talesperson, så att den högsta ledningen får möjlighet att helt koncentrera sig på krishantering och ordinarie arbetsuppgifter.